# Prosopocera rothschildi
Prosopocera rothschildi es una especie de escarabajo longicornio del género Prosopocera, tribu Prosopocerini, familia Cerambycidae. Fue descrita científicamente por Heath en 1905.
Se distribuye por Angola, Camerún, Costa de Marfil, Gabón, Guinea, República Democrática del Congo, Congo, Togo y Zimbabue. Mide 25-33 milímetros de longitud. El período de vuelo ocurre en los meses de enero, marzo, junio, septiembre y noviembre.